# Tetrachloroplatnatan draselný
Tetrachloroplatnatan draselný je anorganická sloučenina se vzorcem K2PtCl4, používaná na přípravu dalších komplexů platiny. Její molekula se skládá z draselných kationtů a čtvercově rovinného dianiontu PtCl42−. Podobnými solemi jsou například tetrachloroplatnatan sodný (Na2PtCl4), který je rozpustný v alkoholech, a kvartérní amoniové soli, rozpustné ve větším počtu organických rozpouštědel.

## Příprava
Tetrachloroplatnatan draselný se připravuje redukcí hexachloroplatičitanu draselného oxidem siřičitým.
K2PtCl4 je jednou z forem platiny nejsnáze získatelných z platinových rud. Komplex se dostatečně rozpouští pouze ve vodě. Přidáním alkoholů, obzvláště za přítomnosti zásady, dojde k redukci na platinu. Organické tetrachloroplatnatany, například [PPN]2PtCl4, jsou rozpustné v chlorovaných uhlovodících.

## Reakce
Chloridové ligandy v [PtCl4]2− mohou být nahrazeny mnoha jinými ligandy. Reakcí s trifenylfosfinem se [PtCl4]2− mění na cis-bis(trifenylfosfin)chlorid platnatý:
PtCl42− + 2 PPh3 → cis-PtCl2(PPh3)2 + 2 Cl−
Protinádorové léčivo cisplatina se dá připravit podobně:
PtCl42− + 2 NH3 → cis-PtCl2(NH3)2 + 2 Cl−
Endithioláty mohou z PtCl42− odštěpit všechny čtyři chloridové ligandy za vzniku bis(dithiolen)ových komplexů.
Redukcí vzniká koloidní platina, která může být využita v katalýze.
V minulosti měla velký význam reakce [PtCl4]2− s amoniakem. Jejím produktem je tmavě zelená sraženina o stewchiometrickém vzorci PtCl2(NH3)2. Tato látka, nazývaná Magnusova zelená sůl, funguje jako polovodivý koordinační polymer tvořený řetězci střídajících se iontů [PtCl4]2− a [Pt(NH3)4]2+.